# Republika Karelija
Republika Karelija (ruski: Каре́лия, Ка́рьяла) je republika u Ruskoj Federaciji smještana u Sjevernoj Europi.